# Сливенско македонско благотворително братство
Сливенското македонско благотворително братство „Георги Сугарев“ е организация на бежанците от областта Македония, установили се в Сливен.

## История
На Първия македонски конгрес, провел се в София на 19 – 28 март 1895 година, е основана Македонската организация, която бързо започва да образува клонове в цялата страна. Основано е и дружество в Сливен, което участва активно в дейността на Организацията. На Четвъртия македонски конгрес от 15 до 21 юни 1897 година година делегати са Благой Николов и Тома Апостолов, който обаче е касиран, на Шестия конгрес от 1 до 5 май 1899 година делегат е Гьорче Петров, който си прави отвод и е заместен от Димитър Цонев, на Седмия конгрес от 30 юли до 5 август 1900 година делегат е Никола Алексиев и на Осмия конгрес от 4 до 7 април 1901 година делегат е Васил Панчев.
След Първата световна война дружеството е възстановено като благотворително братство, част от Съюза на македонските емигрантски организации. По инициатива на Наум К. Дамчев и Нечо Г. Здравев на 28 август 1925 година е основано македонското братство в Сливен. Патрон на организацията е Георги Сугарев. В настоятелството ѝ влизат Наум К. Дамчев (председател), Нечо Г. Здравев (секретар), Спиро Д. Иванов (касиер), а съветници са Марко Н. Велянов, Стефан Г. Соколов, Христо П. Гулобов и Петър Димов.